# Dialecto apulo-barese
El dialecto apulo-barese es un dialecto italorromance perteneciente al grupo napolitano o italiano meridional hablado en la provincia de Bari, en el centro de la región de Apulia y en la parte más oriental de la región de Basilicata. El área del dialecto barese comprende toda la provincia de Bari, toda la provincia de Barletta-Andria-Trani, la parte norte y occidental de la provincia de Taranto, la parte más septentrional de la provincia de Brindisi y las partes más orientales de las provincias de Matera y de Potenza.
El dialecto barese deriva del latín vulgar hablado en Apulia durante la Edad Media, presentando un  
sustrato peucetio y un superestrato principalmente griego bizantino, con aportaciones o préstamos procedentes tanto de las demás continuidades lingüísticas italorromances como de otras continuidades romances más lejanas (galorromances e iberorromances).

## Descripción lingüística

### El alfabeto y los sonidos
El alfabeto barese está formado por 23 letras:
A, B, C, D, E, F, G, H, I, J, K, L, M, N, O, P, Q, R, S, T, U, V, Z
El siguiente cuadro relaciona los fonemas consonánticos de la lengua y su transcripción usual mediante el alfabeto fonético:
|                       | Labial      | Alveolar      | Postalv./ Palatal | Velar                    | Glotal |
| --------------------- | ----------- | ------------- | ----------------- | ------------------------ | ------ |
| Oclusivas / Africadas | /p/ p       | /t/ t         | /tʃ/ c (_e,i)     | /k/ c (_a,o,u) ch (_e,i) |        |
| Oclusivas / Africadas | /b/ b       | /d, dz/ d, zz | /dʒ/ gg           | /ɡ/ g                    |        |
| Fricativas            | /f/ f       | /s/ s         | /ʃ/ sc            |                          | /h/ h  |
| Fricativas            | /z/ s (V_V) |               |                   |                          |        |
| Nasales               | /m/ m       | /n/ n         | /ɲ/ gn            |                          |        |
| Sonorante             |             | /l/ l /r/ r   | /ʎ/ gl            |                          |        |

La mayor parte de las letras tiene una lectura única similar a la encontrada en latín y el resto de 
lenguas románicas. Algunas otras convenciones ortográficas son que ca, co, cu representan /ka, ko, ku/, mientras que ante vocales palatales se escribe che, chi para representar /ke, ki/. Igualmente tras el fonema /g/ se usa las formas ga, ghe, ghi, go, gu para representar /ga, ge, gi, go, gu/. El dígrafo qu- se refiere a /kw-/ ante /a, o/. Históricamente v se ha usado tanto para /b/ (de hecho, Bari se escribía Vare, aunque ahora también Bare) como para /v/. Actualmente las grafías avvàsce y abbàsce (abajo), ambas pronunciadas /abaʃ/, son equivalentes.
En cuanto a las vocales se tiene:
|             | Anterior | Central | Posterior |
| ----------- | -------- | ------- | --------- |
| Cerrada     | i        |         | u         |
| Semicerrada | e        |         | o         |
| Semiabierta | ɛ        |         | ɔ         |
| Abierta     |          | a       |           |

### Cómo escribir
Para escribir en el dialecto barese se deben conocer estas reglas:
- Debido a la existencia del llamado schwa, esto es, una "e" sorda al final de las palabras y  representada gráficamente como "ə", es un grave error gramatical no escribirla.[4]

- Es obligatorio el uso de los acentos:
  - El agudo, utilizado para las vocales que tienen sonido cerrado: é, í, ó, ú
  - El grave, utilizado para las vocales que tienen sonido abierto: à, è, ò.

### Reglas de los acentos
El acento se pone siempre sobre la vocal que lo necesita:
- Cuando la palabra tiene varias vocales y se debe aclarar cuál es abierta y cuál cerrada: abbàsce (abajo); sparatràppe (esparadrapo); Ispàgne (España).
- Cuando la palabra es aguda y trunca: uajò (chico); accattà (comprar).
- Cuando está sobre la e, para indicar si es abierta o cerrada: pupètte (pequeña muñeca); néve (nieve).

El acento no se marca:
- Cuando a la e final muda está antecedida por otra vocal que es la tónica, es decir, cuando la palabra es grave: deritte: derecho; cheggine: primo.
- Cuando una palabra es bisílaba y la única vocal con sonido y, además, tónica, es la que antecede a la e final, siempre y cuando no sea una e: mare: mar.[5]

### Gramática
Ejemplos de verbos en barese:
- èsse (verbo ser): ji so, tu si, jidde/jédde jè, nú sime, vú site, lore so'/sonde.
- ave o avé (verbo haber): ji àgghie, tu a, jidde/jédde a, nú avíme, vú avíte, lore onne/avene.
- parlà o parlé (verbo hablar) : ji parle, tu parle, jidde/jédde parle, nú parlàme, vú parlàte, lore parlene.
- scí (verbo ir): ji voche, tu va, jidde/jédde va, nú sciàme, vú sciàte, lore vonne.
- accattà o accatté (verbo comprar): ji accátte, tu accátte, jidde/jédde accátte, nú accattàme, vú accattàte, lore accáttene.
- fà o fé (verbo hacer): ji fazze/fazzeche, tu fasce, jidde/jédde fa/fasce, nú facíme, vú facíte, lore fascene.
- tène (verbo tener): ji tènghe, tu tine, jidde/jédde tène, nú tenime, vú tenime, lore tènene.

## Textos en apulo-barese
Declarazzióne universàle de le deritte d'u Omene - Art.1
Tùtte le crestiàne nàscene lìbbere e che le stèsse derìtte. Tènnene cervìdde e chescénze e s'hònne a chembertà ccóme ce fuéssere fràte iùne che l'alde.

### El infierno de Dante y el Cántico de las criaturas
U nbiérne de Dante

N-ménze d'o' camíne noste de chèssa vite

ji me so acchiàte jind'à nu voscke oscúre

ca la derètta vie jéve sparíte.
Ma ci l'av'à cundà le delure

de cusse voscke servagge e la strata storte

ca jind'o' penzire me crèsce la paúre.
Ma jè tanne amàre ca pésce jè de la morte;

ma pe cundà u béne ca truvéve, 

àgghie à parlà de chèdda mala sorte.
Ji mo' no u sacce accóme m'acchiéve,

tanne assennàte stéve à chèdda vanne

ca la vie verace abbandunéve.
Dope c'avéve arrevàte tremuànne

gié 'n-gocchie à la fine de chèssa chiàne,

c'anghiéve o' core de sckande,
vedéve u cile tutte à manne à manne

ca s'ammandàve de la lusce d'u sole

ca nzignalésce la strate à ogne crestiàne...
U candeche de le criatúre de San Frangíscke
Jaldísseme, Neputènde, Segnore buéne,

Tuje so' le lote, la glòrie e l'anóre e ogne benedizzióne.

A Té sole, Jaldísseme, Te tocchene,

e nisciúne omene jè dègne de Te menduvà.

Laudàte sije, Segnore mije, apprísse à tutte le criatúre Toje,

spésce frate mije mèstre sole,

ca jè lusce de sciúrne, e n'allumenésce à nú che jidde. 

E jidde jè bèlle e allucésce che sblennore granne,

de Té, Jaldísseme, annúsce u valóre.

Laudàte sije, Segnore mije, pe soreme la lune e le stèdde:

'n-gile l'a criàte lucénde, sobraffíne e valénde, e bèlle.

Laudàte sije, Segnore mije, pe frate u vinde,

e pe l'àrie, le nuvele, u seréne e ogne timbe,

ca che chidde à le criatúre Toje le fasce refiatà.

Lavudàte sije, Segnore mije, pe soreme l'acque,

ca jè utele assé, terragnóle, prezzióse e chiàre.

Laudàte sije, Segnore mije, pe frateme u fuéche,

ca che jidde allumenísce la notte:

e jidde jè bèlle, allègre, 'n-carne e forte.

Laudàte sije, Segnore mije, pe sora nostre matre tèrre,

ca nge mandéne e ng'ènghie la vèndre,

e cacce tanne frutte e pure fiúre d'ogne chelore e l'èrve.

Laudàte sije, Segnore mije, pe chidde ca perdonene pe amóre Tuje

E suppòrtene malatíe e tríbbule.

Biàte a chidde ca l'onne à suppurtà che rassignazzióne,

ca da Té, Jaldísseme, onne à jèsse ngoronàte.

Laudàte sije, Segnore mije, pe la sora nostra morta du cuèrpe

ca da jèdde nesciúne omene ca refiàte pote scambà:

uà à chidde c'onne à muére  jind'à le peccate murtàle;

biàte à chidde ca jèdde àd'à truvà jind'à la Volondà Toje Sandísseme,

ca à lore la seconda morte no nge l'ad'à fà male.

Laudàte e benedecite u Segnore mije e decite le gràzzie

E servite le che granne devozzióne.

### Comparación con otros idiomas
| Barese:                                   | Español:                                               | Italiano:                                  | Latín:                                       |
| ----------------------------------------- | ------------------------------------------------------ | ------------------------------------------ | -------------------------------------------- |
| Attàne nèste, ca sta 'n-gile              | Padre nuestro que estás en el cielo                    | Padre Nostro, che sei nei cieli            | Pater noster, qui es in caelis               |
| sandificàte jè u nome tuje.               | santificado sea tu nombre,                             | sia santificato il tuo nome.               | sanctificetur nomen tuum:                    |
| venghe à nnú u réigne tuje                | venga a nosotros tu reino                              | Venga il tuo regno                         | Adveniat regnum tuum.                        |
| sèmbe che la volondà toje,                | Hágase tu voluntad                                     | sia fatta la tua volontà,                  | Fiat voluntas tua                            |
| come 'n-gile acchessí 'n-dèrre.           | así en la tierra como en el cielo                      | come in cielo, così in terra.              | sicut in caelo et in terra                   |
| Annúsce josce u pane nèste de tutte le dí | Danos hoy nuestro pan de cada día                      | dacci oggi il nostro pane quotidiano       | Panem nostrum quotidianum da nobis hodie     |
| e llivece à nnú le dibete nèste           | y perdona nuestras ofensas                             | e rimetti a noi i nostri debiti,           | Et dimitte nobis debita nostra,              |
| come nú le levame à l'alde                | como también nosotros perdonamos a los que nos ofenden | come noi li rimettiamo ai nostri debitori. | sicut et nos dimittimus debitoribus nostris. |
| non ne s'enducénne à nnú 'n-dendazzióne,  | no nos dejes caer en la tentación                      | E non ci indurre in tentazione,            | Et ne nos inducas in temptationem;           |
| ma líbberace d'o' male.                   | y libranos del mal.                                    | ma liberaci dal male.                      | sed libera nos a malo.                       |
| Amen.                                     | Amén.                                                  | Amen.                                      | Amen.                                        |

### Variantes locales
Dependiendo del dialecto de Bari muestra las áreas de las variaciones locales. Por ejemplo, la expresión "Che c'è?" en italiano, que significa "¿Qué hay?" puede variar en:
Ci jè? (Barese)
Ciobbà? (Andriese)
Ce je? (Bitettese)
Cé d'è? (Grume y Palese)
Ce jèi? (Bitontino)
Ce da? (Terlizzese)
Ci jò? (Barlettano)
Ce d'è? (Molfettese)

### Palabras y cosas semejantes con el español
Entre los dos idiomas están muchas palabras semejantes:
| Apulo-barese                                                           | Italiano           | Español      |
| ---------------------------------------------------------------------- | ------------------ | ------------ |
| abbàsce (/abbáʃ/)                                                      | giù                | abajo        |
| ajíre (/aʒírə/)                                                        | ieri               | ayer         |
| cucchiàre (/kukiárə/)                                                  | cucchiaio          | cuchara      |
| bandére (/bandérə/)/ bandíre (/bandírə/) drappe (/dráppə/)             | bandiera           | bandera      |
| lèngue (/léngwə/)/ lènghe /léngə/)                                     | lingua             | lengua       |
| mammà (/mammá/)                                                        | mamma              | mamá         |
| mesale (/məsálə/)                                                      | tovaglia da tavolo | mantel       |
| mundiàle (/mundiálə/)                                                  | mondiale           | mundial      |
| muzze (/múʦə/)                                                         | mucchio            | montón       |
| arlògge (/arlóʤə/)                                                     | orologio           | reloj        |
| sèggie (/séʤə/)                                                        | sedia              | sella        |
| sparatràppe (/sparatráppə/)                                            | cerotto            | esparadrapo  |
| zíngare (ʦíngarə/)                                                     | zinegaro           | zíngaro      |
| do (/dó/)                                                              | due                | dos          |
| réigne (/réiñə/)                                                       | regno              | reino        |
| cape (/cápə/)                                                          | testa              | cabeza       |
| négre (/négrə/)                                                        | nero               | negro        |
| acchessí (/akesí/)                                                     | così               | así          |
| tanne (/tan/)                                                          | tanto              | tan          |
| cessà (/ʧəsá/)                                                         | forse              | quizá        |
| réte (/rétə/)                                                          | dietro             | detrás/atrás |
| sope (/sópə/)                                                          | sopra              | sobre        |
| semane (/səmánə/)                                                      | settimana          | semana       |
| sangre (/sángrə/)                                                      | sangue             | sangre       |
| paíse (/paísə/)                                                        | paese              | país         |
| pile (/pílə/)                                                          | capello, capelli   | pelo         |
| megghiére (/məgiérə/)                                                  | moglie, donna      | mujer        |
| cuèrpe (/cwérpə/)                                                      | corpo              | cuerpo       |
| core (/kórə/)                                                          | cuore              | corazón      |
| brazze (/bráʦə/)                                                       | braccio            | brazo        |
| buéne (/bwénə/)                                                        | buono              | bueno        |
| u sènde (/u séndə/) / sèndeche (/u séndəquə/)                          | sono spiacente     | lo siento    |
| de nudde (/də núddə/)                                                  | di niente          | de nada      |
| Giuànne (/ʤuánnə/) Juan / Juanne                                       | Giovanni           | Juan         |
| tuje (/túʒə/)                                                          | tuo                | tuyo         |
| zite (/ʦítə/)                                                          | fidanzata          | cita         |
| strepià (/strəpiá/)/ strepié (/strəpié/)                               | far male, rompere  | estropear    |
| café (/café/)                                                          | caffè              | café         |
| die (/díə/)                                                            | giorno             | dia          |
| pegghià (/pəgiá/) o pegghié (/pəguié/)                                 | prendere           | pillar       |
| cine (/ʧínə/)                                                          | cinema             | cine         |
| sciuéche (/shwékə/)/ sciuéghe (/shuéguə/)                              | gioco              | juego        |
| de (/də/)                                                              | di                 | de           |
| Ispàgne (/Ispáñə/)                                                     | Spagna             | España       |
| parajàcque (/paraʒákwə/), pero ahora más popular 'mbrille (/əmbríllə/) | ombrello           | paragua      |
| nuéve (/nwévə/)                                                        | nuovo              | nuevo        |
| tirabbuscióne (/tirabuʃónə/)                                           | cavatappi          | tirabuzón    |
| semàne (/səmànə/)                                                      | settimana          | semana       |
| otre (/ótrə/) jalde (/yáldə/)                                          | altro              | otro         |
| fuéche (/fuéquə/)                                                      | fuoco              | fuego        |
| criatúre (/criatúrə/)                                                  | creatura           | criatura     |
| muèrte (/muértə/)                                                      | morto              | muerto       |
| die (/díə/), dia (/día/)                                               | giorno             | día          |
| làpise (/lápizə/)                                                      | matita             | lápiz        |
| clare (/clárə/)                                                        | chiaro             | claro        |
| 'mbriàche (/əmbriáquə/)                                                | ubriaco            | embriago     |

- Para pronunciar estas palabras: la "j" (conocida en italiano como "i larga") tiene el sonido de la "i" del Alfabeto Fonético Internacional, en cambio la "ə" (conocida también como schwa y presente en todas las variedades diatópicas italorromances meridionales o napolitanas)  se pronuncia como la "e" francés, sin sonido.[7]
- La pronuncia de la consonantes "b" y "v", como en varias otras lenguas romances, presenta el fenómeno lingüístico conocido como betacismo.[8]
- El complemento directo se esprime como en español, con la "a" ante eso (pígghie à Giuànne - pilla a Juan).

### Palabras y cosas semejantes con el francés
| Apulo-Barese                                           | Italiano   | Francés      | Español                             |
| ------------------------------------------------------ | ---------- | ------------ | ----------------------------------- |
| buàtte (/buáttə/)                                      | barattolo  | boîte        | tarro                               |
| cazítte (/catsíttə/)                                   | calza      | chaussette   | media                               |
| mestazze (/mestátsə/)                                  | baffi      | moustache    | bigote                              |
| seméne (/səménə/)                                      | settimana  | semaine      | semana                              |
| sparàgne (/sparàñə/)                                   | risparmio  | épargne      | ahorro                              |
| tirabbuscióne (/tirabushónə/)                          | cavatappi  | tire-bouchon | sacacorchos, pero también tirabuzón |
| du (/dú/), que se puede decir de dos maneras: así y do | due        | deux         | dos                                 |
| fenèstre (fənéstrə/)                                   | finestra   | fenêtre      | ventana                             |
| accattà (/accattá/)                                    | comprare   | acheter      | comprar                             |
| otre (/ótrə/), pero también jalde (/yáldə/)            | altro      | autre        | otro                                |
| veccire o beccire (/vəchírə/)                          | macellaio  | bouchier     | carnicero                           |
| bonsciúrne (/bonshúrnə/)                               | buongiorno | bonjour      | buenos días                         |

#### "Falsos amigos" del francés
| Apulo-Barese      | Italiano | Francés | Español |
| ----------------- | -------- | ------- | ------- |
| madàme (/madáme/) | polizia  | police  | policía |

### Refranes
- Ce 'nge n'am'à scí, sciamanínne. Ce non 'nge n'am'à scí, non 'nge ne sime scènne. (Si tenemos que ir, vamos. Si no tenemos que ir, no vamos.)
- u pulpe se cosce jinde à ll'àcqua soje. (El pulpo se cocina dentro de su agua.)
- Jè bèlle la pulizzíe, descí cudde ca se 'mbelò le metànde à ll'ammérse! (Que bueno es ser limpio, dijo el hombre que se puso los calzoncillos por el contrario!)
- M'accàtte nu gernàle? (¿Me compras un periódico?)
- june, du, tré, quatte, cinghe, sèi, sètte, uètte, nove, dèsce. (uno, dos, tres, cuatro, cinco, seis, siete, ocho, nueve, diez.)
- Ce Parígge tenèsse u mare avév'à jèsse na piccola Bare. (Si París tuviese el mar, sería en la pequeña Bari.)
- La lèngua barése. (La lengua barese.)
- La vite jè ccome na brioche, n'apertúre de cosce, na calàte de pésce e na bambíne crésce. (La vida es como un bollo, una apertura de piernas, un pez que se le mete dentro y una niña crece.)
- Giuànne! Ce st'à ffasce? (Juan! ¿Qué estás haciendo?)
- Bare jè u mègghie paíse. (Bari es el pueblo mejor.)
- Sanda Necóle jè amànde de le frastíre, va pe mare e annúsce u pèsce! (San Nicolás es amante de los extranjeros, va por el mar y trae el pescado!)

## Nombres en el dialecto barese
A
- Adriàne (Adriano)
- Albírte, Albèrte (Alberto)
- Alessàndre (Alejandro)
- André (Andrea, Andrés)
- Toníne (Antonio)

B
- Biàte, Beneditte (Benito , Benedicto)

C
- Camílle (Camilo)
- Carle (Carlos)
- Carméle (Carmelo)
- Cire (Ciro)
- Coseme (Cósimo)
- Cristiàne (Cristiano)
- Criste (Cristo)

D
- Damiàne (Damián)
- Daniéle (Daniel)
- Daníle (Danilo)
- Darie (Darío)
- Dàvide (David)
- Donàte (Donato)

E
- Emiliàne (Emiliano)
- Enrí, Errí (Enrique)
- Ènze (Enzo)
- Èzzie (Ezio)

F
- Fabbiàne (Fabiano)
- Fàbbie (Fabio)
- Fabbrízie (Fabricio)
- Federíche, Frederíche (Federico)
- Ferdinànde, Fernànde (Fernando)
- Filí, Filíppe (Felipe)
- Fiurénze (Florenoci)
- Frangíscke (Francisco)

G
- Gabbriéle (Gabriel)
- Gaetàne (Gaetano, Cayetano)
- Gennà, Gennare, Scennare (Genaro)
- Giuànne (Juan)

I
- Italo (Italo)

L
- Lambèrte (Lamberto)
- Lé, Leonàrde, Lonarde (Leonardo)
- Loré, Lorènze (Lorenzo)
- Ludoví, Ludovíche (Luis, Ludovico)
- Luígge, Luí (Luis)

M
- Marcè, Marcèlle (Marcelo)
- Marche (Marcos)
- Mariàne (Mariano)
- Màrie (Mario)
- Martíne (Martín)
- Matté (Mateo)
- Mattí, Mattíe (Matías)
- Mechéle (Miguel)
- Modèste (Modesto)

N
- Napoleóne (Napoleón)
- Natàle (Natalio)
- Colíne, Necole, Nicóle (Nicolás)

P
- Pole (Pablo, Paulo)
- Piére (Pedro)
- Petrucce (Pedro)

R
- Raffaéle (Rafael)
- Robbèrte (Roberto)
- Rocche, Rocco (Roque)
- Ruggére (Roger. Rogelio)

S
- Salvatóre (Salvador)
- Sante (Santos)
- Simóne (Simón)

T
- Tommàse (Tomás, Tomé)

U
- Umbèrte (Umberto, Humberto)